# ホーゲザンド＝サッペメール
ホーゲザンド＝サッペメール（オランダ語: Hoogezand-Sappemeer）は、オランダのフローニンゲン州にある基礎自治体（ヘメーンテ）。
フローニンゲン州では、フローニンゲンに次いで2番目に大きな自治体である。この町は造船でよく知られている。
オランダA7自動車道（欧州自動車道路E22号線）がこの町を通過しており、フローニンゲンとドイツのNieuweschansとを結ぶ鉄道線もこの町を通過している。この鉄道には、Kropswolde, Martenshoek, ホーゲザンド＝サッペメール、Sappemeer Oostの4つの駅がある。